# Viv Anderson
Vivian Alexander "Viv" Anderson (MBE) (født 29. august 1956 i Nottingham, England) er en tidligere engelsk fodboldspiller og træner, der spillede som forsvarsspiller. Han var på klubplan tilknyttet Nottingham Forest, Arsenal, Manchester United, Sheffield Wednesday, Barnsley og Middlesbrough. Længst tid tilbragte han hos Nottingham Forest i sin fødeby, som han blandt andet hjalp frem til et engelsk mesterskab og to Mesterholdenes Europa Cup-titler.
Anderson blev desuden noteret for 30 kampe og to scoringer for Englands landshold. Han repræsenterede sit land ved EM i 1980, VM i 1982, VM i 1986 og EM i 1988. Den 19. november 1978 skrev han historie, da han i en landskamp mod Tjekkoslovaiet blev den første sorte engelske landsholdsspiller nogensinde.
Anderson var under sit ét-årige ophold hos Barnsley spillende manager, det eneste manager-job han har besiddet.

## Titler
First Division
- 1978 med Nottingham Forest

Football League Cup
- 1978 og 1979 med Nottingham Forest
- 1987 med Arsenal F.C.

Mesterholdenes Europa Cup
- 1979 og 1980 med Nottingham Forest

UEFA Super Cup
- 1980 med Nottingham Forest